# Bistum Melaka-Johor
Das Bistum Melaka-Johor (lat.: Dioecesis Melakana-Giohorana) ist eine in Malaysia gelegene römisch-katholische Diözese mit Sitz in Johor Bahru. Es umfasst die im Südwesten Malaysias gelegenen Bundesstaaten Malakka und Johor.

## Geschichte
Das heutige Bistum Melaka-Johor geht auf das Bistum Malakka zurück, welches 1558 im damals portugiesischen Malakka gegründet wurde. Im Jahr 1838 wurde dieses Bistum aufgehoben und durch ein von der Pariser Mission geleitetes Apostolisches Vikariat mit Sitz in Singapur ersetzt.  Aus diesem ging wiederum das Erzbistum Malakka-Singapur hervor. Nach der Unabhängigkeit Singapurs erfolgte durch Papst Paul VI. 1972 die Teilung der Erzdiözese: Das Bistum Malakka-Johor wurde am 18. Dezember 1972 aus dem malaysischen Teil errichtet und dem Erzbistum Kuala Lumpur als Suffraganbistum unterstellt. Am 27. Mai 1985 wurde das Bistum Malakka-Johor in Bistum Melaka-Johor umbenannt.

## Ordinarien

### Bischöfe von Malakka-Johor
- James Chan Soon Cheong, 1972–1985

### Bischöfe von Melaka-Johor
- James Chan Soon Cheong, 1985–2001
- Paul Tan Chee Ing SJ, 2003–2015
- Anthony Bernard Paul, seit 2015